# 石井亨
石井 亨（いしい とおる、1925年（大正14年）11月11日 - ）は、日本の自治官僚、政治家。仙台市長（第26、27期）。
仙台市の政令指定都市昇格や市営地下鉄の開業などの実績があるが、ゼネコンに絡む贈収賄事件で失職した。

## 経歴
北海道空知郡赤平村（現：赤平市）出身。札幌二中、旧制一高を経て、1950年（昭和25年）に東京大学法学部政治学科を卒業した。地方自治庁（当時）に入庁し、千葉県開発部管理課長などを務めたが、1963年（昭和38年）、当時の宮城県知事・山本壮一郎に同県職員として招かれた。
その後、総務部次長、商工労働部長、総務部長を務め、1974年（昭和49年）に宮城県副知事に就任した。山本の後継者候補の一番手と見られていたが、1984年（昭和59年）11月に当時の仙台市長・島野武が急逝し、急遽、革新系とされた島野に代わる保守系の市長候補として担ぎ出されることとなった。知事職を望んでいた石井は当初、市長選への立候補には消極的だったが出馬、当選して仙台市長に就任した。

## 仙台市長
石井は仙台市長選挙に連続3期当選し、第19代全国市長会会長も務めた。1987年（昭和62年）から1988年（昭和63年）にかけては、隣接する泉市、宮城町、および秋保町を仙台市に吸収合併、およそ90万人の人口規模を確保し、市制100周年となる1989年（平成元年）4月1日に仙台市を政令指定都市に昇格させた。これらの実績により、石井は「貧乏県の知事より、政令指定都市の市長のほうが面白い」と周囲に漏らすようになり、知事職の執着は失ったという。石井は、仙台・青葉まつりや仙台国際ハーフマラソンなどの文化事業も導入した。
一方、3期に及んだ石井市政は、大型公共事業による「箱物行政」が中心であったとされる。前任の市長・島野が計画した仙台市地下鉄南北線建設を継承し、完成・開業させたほか、石井が関係した建設事業は以下のような多数に及んだ。
1984年（昭和59年）12月就任
- 1986年（昭和61年）開館　仙台市博物館（建て替え）
- 1987年（昭和62年）開館　141ビル（ファッションドーム141）（新設）
- 1987年（昭和62年）開業　仙台市地下鉄南北線（新設）
- 1987年（昭和62年）開催　『'87未来の東北博覧会』
- 1987年（昭和62年）開館　仙台市泉文化創造センター（新設）
- 1989年（平成元年）開催　『'89グリーンフェアせんだい』
- 1990年（平成2年）開館　仙台市科学館（移転・新設）
- 1990年（平成2年）開館　仙台市青年文化センター（新設）
- 1990年（平成2年）開館　ミルポートS（新設）
- 1990年（平成2年）開園　七北田公園（新設）
- 1991年（平成3年）開館　仙台国際センター（新設）
- 1991年（平成3年）開館　仙台サンプラザ（新設）
- 1992年（平成4年）開業　仙台市地下鉄南北線 八乙女駅 - 泉中央駅間延伸（新設）
- 1992年（平成4年）開館　仙台市シルバーセンター（新設）
- 1992年（平成4年）開館　仙台健康増進センター（新設）

1993年（平成5年）7月の辞任以降の完成
- 1994年（平成6年）開館　仙台市福祉プラザ（新設）
- 1998年（平成10年）開業　アエル（新設）
- 1999年（平成11年）開館　仙台文学館（新設）
- 2001年（平成13年）開館　せんだいメディアテーク（新設）

さらに、政令指定都市へ移行の後には、各区への仙台市図書館の整備を行った。また、在任中には仙台市営地下鉄東西線の建設計画にも携わった。

## ゼネコン汚職
これら大型公共工事を重視した政策を行ううち、石井は次第に工事受注の談合にも深くかかわるようになった。1993年（平成5年）、東京地方検察庁による摘発が進むと、石井の名も捜査対象者リストに載っているとの噂が流れ始めた。石井の妻は、「お金があったらもっと贅沢しています」などと疑惑を否定していたが、同年6月29日、石井は鹿島建設、間組など大手ゼネコンから1億円を収賄した容疑で逮捕された。東京地検の捜査官が仙台市役所近くにあった石井の自宅マンションに踏み込んだ際、玄関にはダンボール箱が積まれており、中には札束がぎっしりと詰まれていたという。逮捕後の7月3日、石井は任期途中で市長を辞職した。この報を聞いたかつての上司で元宮城県知事の山本壮一郎は、「石井君がそんな人だとは思わなかった」とマスコミに語っている。一方で、石井と公共工事談合とのかかわりあいは、山本の下での副知事時代からあったともいわれる。
1997年（平成9年）1月22日、石井は東京地方裁判所で懲役3年、追徴金1億4千万円の実刑判決を受け、服役した。その後の仙台市における公共事業について、一例として都市計画道路の事業費は、石井が予算作成に関わった最後の年度である1993年度（平成5年度）の265億円をピークに以後減少し、2007年度（平成19年度）には91億円に留まっている。